# حزام إنجيلي (النرويج)

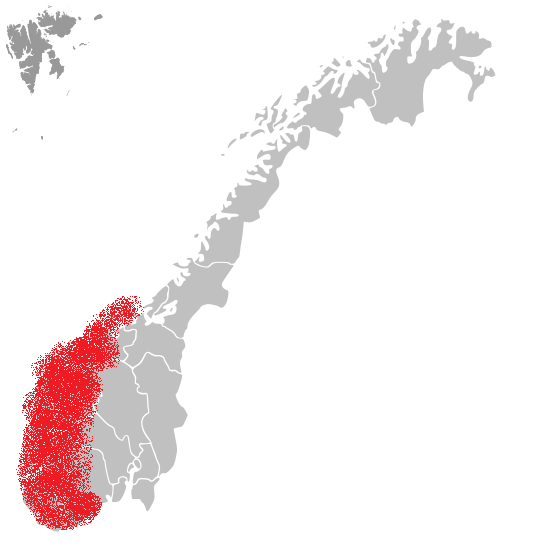
خريطة النرويج توضح مناطق الحزام الإنجيلي النرويجي باللون الأحمر.

الحزام الإنجيلي النرويجي (بالنرويجيّة: bibelbeltet) هو مصطلح غير رسمي يُطلق على إقاليم تقع في النرويج تُشكِل فيه البروتستانتية المحافظة اجتماعياً مقارنًة في بقية أنحاء المملكة. عادة المصطلح تغطي غرب النرويج حيث 88% من سكان المنطقة مسيحيين، وجنوب النرويج؛ والتي تتضمن مقاطعات النرويج التاليَّة روغالاند، وهوردالان، وسوغن وفيوردانه، وموره ورومسدال، وفست أغدر وأوست أغدر. المنطقة الأكثر حضرية مدينة ستافانغر، والتي عرفت سابقًا باسم العاصمة المتدينة في النرويج، شهدت علمنة منذ 1960، وبالتالي لم تعد جزءًا من الحزام الإنجيلي.

## خصائص
المساواة الاقتصادية والاجتماعية بين الجنسين في منطقة الحزام الإنجيلي هي الأدنى في كل النرويج. المدن الرئيسية في المنطقة برغن، وستافانغر وكريستيانساند، ومع ذلك، هي من بين البلديات الأكثر تقدمًا في البلاد. وفي الصراع على اللغة النرويجية، أغلب منطقة الحزام الإنجيلي في النرويج الغربية اختارت بأغلبية ساحقة على النينوشكي. وفي استفتاء 1926 على إلغاء حظر المشروبات الكحولية، قام غالبية سكان الحزام الإنجيلي في التصويت بقوة ضد إلغاء الحظر (73.1% في روغالاند، 77.2% في رومسدال)، خلافًا لبقية النرويج. وتعرف منطقة الحزام أيضًا انتشار قوي لحركة التقوية، الذي تعارض السلطة المركزية للكنيسة الرسمية لدولة النرويج. روغالاند هي موطن لعدد من الجمعيات التبشيرية وتعد أقوى قاعدة لكل من حزبين الديمقراطية المسيحية الرئيسيين: حزب اليسار المعتدل والحزب الديمقراطي المسيحي. تعرف المنطقة بأعلى نسب على التردد على الكنائس والمواظبة على الطقوس المسيحية.
لدى كل من منطقة أوست-أغدر، وسترة-أغدر وروغالاند أعلى نسبة من المزارعين المتزوجين، وأدنى نسبة مساكنة. لدى منطقة روغالاند وسوغن فيوردان أدنى نسبة من حالات الطلاق والانفصال، ولديها أيضًا أعلى نسبة من المزارعين غير المتزوجين. ووفقا لمعهد البحوث Forskning.no هذا النمط من العلاقة هي الحال في الحزام الإنجيلي النرويجي.